# Wasserstoff-Maser-Uhr

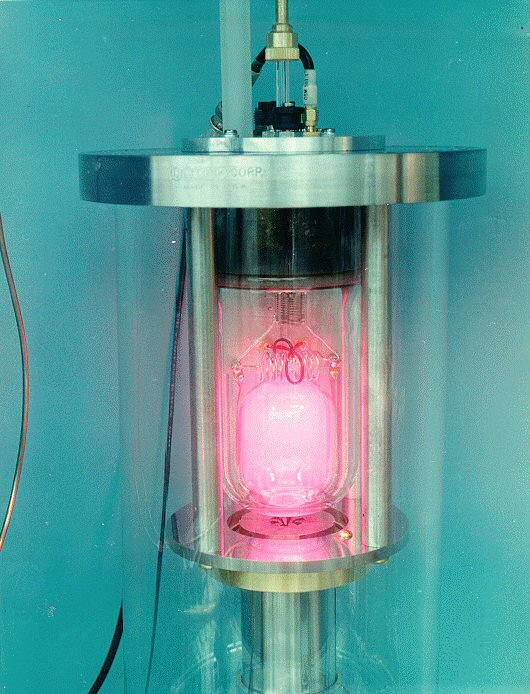
Wasserstoff-Maser

Eine Wasserstoff-Maser-Uhr ist ein Maser-Typ, der die spezifischen Eigenschaften des Wasserstoff-Atoms verwendet, um als hochgenaues Frequenznormal zu dienen. Es wird zwischen aktiven und passiven Wasserstoff-Masern unterschieden.
Sowohl das Proton als auch das Elektron des Wasserstoffatoms haben Spins. Das Atom hat eine höhere Energie, wenn beide Spins parallel sind, und eine niedrigere Energie, wenn die Spins anti-parallel sind. Die Energie, die benötigt wird, um den Spin des Elektrons umzukehren, entspricht einem Photon der Frequenz 1.420.405.751,7667 Hertz (Hz).
Genau der gleiche Mechanismus ist für das Entstehen der 21-cm-Linie in der Radioastronomie verantwortlich, bei der interstellarer Wasserstoff die Strahlungsquelle ist.
Wasserstoff-Maser sind sehr komplexe Geräte und werden für etwa 235.000 US-Dollar verkauft.

## Funktionsweise
Sowohl beim aktiven als auch beim passiven Typ tritt aus einem kleinen Speicherbehälter kontrolliert molekularer Wasserstoff in eine Entladungsröhre aus. Wasserstoffmoleküle bestehen aus zwei Atomen, die miteinander verbunden sind. Die Moleküle werden in der Entladungsröhre durch eine Bogenentladung in einzelne Wasserstoffatome gespalten. Dieser atomare Wasserstoff passiert einen Kollimator und eine Auswahlvorrichtung für den magnetischen Zustand. Dabei werden die Atome nach dem gewünschten Zustand gefiltert und in den Speicherkolben weitergeleitet. Der Speicherkolben besteht aus Quarz und misst ungefähr 20 cm in der Höhe und 10 cm im Durchmesser. Seine Innenwand ist mit Teflon beschichtet, wodurch verhindert wird, dass der Atomzustand sich bei der Kollision mit der Wand verändert. Dadurch wird die Rekombination der Wasserstoffatome in Wasserstoffmoleküle verlangsamt. Die Teflonbeschichtung ist langlebig und erlaubt einen Betrieb über 20 Jahre. Der Speicherkolben wiederum befindet sich in einem Mikrowellenresonator aus einem präzise hergestellten Zylinder aus Kupfer oder silberbeschichteter Keramik. Dieser Hohlraum ist auf die Resonanzfrequenz des Atoms von 1420 MHz abgestimmt. Ein schwaches, statisches Magnetfeld einer Magnetspule wird parallel zur Zylinderachse angelegt, um die magnetischen Zeeman-Niveaus aufzuspalten. Um den Einfluss externer magnetischer Felder auf die Frequenz zu unterdrücken, ist der Resonator von mehreren Abschirm-Lagen umgeben.

### Aktiver Wasserstoff-Maser
Im aktiven Wasserstoffmaser oszilliert der Hohlraum selbst. Dies setzt eine höhere Wasserstoffatom-Dichte und einen höheren Gütefaktor für den Hohlraum voraus. In hochwertigen Mikrowellenresonatoren aus silberbeschichteter Keramik jedoch ist der Steigerungsfaktor viel höher, sodass eine geringere Wasserstoffatom-Dichte erforderlich ist. Der aktive Maser ist komplexer und teurer, hat aber eine bessere Kurzzeit- und Langzeitfrequenzstabilität. Das Modell CH1 75 der PTF z. B. hat bei einer Leistungsaufnahme von etwa 100 W eine Masse von 90 kg. Seine Langzeitfrequenzgenauigkeit ist etwa ±0,5 × 10−15 in fünf Jahren. Das Modell iMaser 3000 hat eine bessere Kurzzeitstabilität von 120 × 10−15 bei einer Sekunde und ein sehr niedriges Phasenrauschen von −130 dBc/Hz bei 1 Hz bei einer 5-MHz-Referenz. Die intrinsische Frequenzdrift liegt mit 0,7 × 10−15 pro Tag auch ohne automatische Abstimmung des Hohlraums niedrig. Bei Benutzung als Uhr ist das eine Abweichung von 1 Sekunde in 63 Millionen Jahren. Durch Netzwerktechnologie kann eine neue Generation aktiver Maser leicht überwacht, gesteuert und gewartet werden.

### Passiver Wasserstoff-Maser
Beim passiven Wasserstoffmaser wird in den Hohlraum von einer externen Quelle eine Frequenz von 1420 MHz eingestrahlt. Die externe Quelle wird auf maximale Resonanz abgestimmt. Dies erlaubt eine niedrigere Wasserstoffatom-Dichte und eine geringere Qualität des Resonators und dadurch geringere Kosten. Das Modell CH1 76 der PTF hat bei einer Leistungsaufnahme von etwa 90 W eine Masse von 55 kg. Seine Langzeitfrequenzstabilität ist mit ±1500 × 10−15 pro Jahr sehr viel schlechter als die des aktiven Masers.